# NGC 917
NGC 917 este o galaxie spirală situată în constelația Triunghiul. A fost descoperită în 22 noiembrie 1827 de către John Herschel. Se află la o distanță de 72,58 de megaparseci de Pământ.